# Муса-ябгу
Муса Инанч-бей (ум. около 1064) — турецкий вождь из семьи сельджуков.
Он был одним из четырёх сыновей Сельджук-бея. Когда его старший брат Арслан Ябгу попал в плен к Газневидам, он хотел возглавить семью, но его затмили племянники Тогрул и Чагры. После Данданаканской войны он возглавил восточные дела в семейном совете. Его сын Хасан (Абу Али Хасан) бей был убит грузинами в ходе операции в Восточной Анатолии в 1047 году.

## Биография
Муса Ябгу сын Сельджука, Бей из племени Кынык, чей племянник Тогрул основал династию Сельджуков. В источниках нет сведений о начальных периодах его жизни. Он унаследовал руководство сельджуками в Трансоксании как самый старший член семьи после пленения его старшего брата Арслана Исраила Ябгу (1025 г.) Султаном Махмудом из Газны. После иммиграции Сельджуков в Хорасан в 1035 году сражения с Газневидами сделали братьев Тогрула и Чагры, которые были наиболее активными членами племени, такими же могущественными, как их дядя Муса Ябгу. Согласно словам Абу-ль-Фадль Байхаки, одним из посланников, посланных к Султану Масуда I после первой победы сельджуков над Газневидами 29 Июня 1035 г. был Муса Ябгу. Вторая победа сельджуков над Газневидами 1 июня 1038 г. вызвала быстрое продвижение Тогрул-бека внутри племени. Разделив добычу после победы, Тогрул-бек взял Нишапур, его брат Чагры-бек взял Мерв, а Муса Ябгу — город Серахс. После победы Данданакана в 1040 году Муса Ябгу получил Герат, Эсфезар, Пушанг, Систан и Бост (ныне Лашкаргах). Вскоре после этого Муса Ябгу правил регионом Систан с помощью своего племянника Эрташа, брата Ибрагима Инала. Абу’л-Фазл, региональный правитель, предложил свою верность сельджукам. Муса Ябгу, который установил полунезависимое правительство в Южном Хорасане и Систанне, сделал город Герат центром своей администрации. Хотя Систан был захвачен газневидским хаджебом Тодрелом в 1051 году, он был возвращен Мусой Ябгу после возвращения Тодрела в Газну.

### Угроза Власти
Однако реальная угроза суверенитету Мусы Ябгу исходила не от Газневидов, а изнутри самой династии. Он столкнулся с вмешательством в Систан сначала со стороны Эрташа, брата Ибрагима Инала, в 1041 году, а затем со стороны Якути, сына Чагрыбека в 1054-55 годах. Однако самую опасную угрозу представлял сам Чаргры-бек, который вошел в город в 1056 году и от его имени произнесли пятничную молитву (ḵoṭba). Муса Ябгу обратился к Тогрул-беку, который сурово упрекнул Чагры-бека и прислал письмо о назначении, подтверждающее Ябгу на посту губернатора Систана и, кроме того, разрешающее ему чеканить монеты и читать пятничные молитвы от своего имени. Монеты отчеканенные от имени Мусы Ябгу в Герате в 1043-44, 1047-48, 1051-52, 1054-55 и в Систане в 1052-53 годах сохранились до наших дней.

### Конец Правления
Похоже, что политическое правление Мусы Ябгу подошло к концу в 1064 году, когда Алп-Арслан начал борьбу за суверенитет. Нет никакой информации о последних годах жизни Мусы Ябгу или его смерти.